# أمير ورحلة الأساطير (مسلسل)
أمير ورحلة الأساطير هو مسلسل رسوم متحركة، يتكون المسلسل من خمسة أجزاء كل جزء يتناول من خلاله سيرة حياة إحدى الشخصيات التاريخة التي أثرت بأعمالها وإنجازاتها ومن ضمنها القائد صلاح الدين الايوبي، والملكة نفرتيتي.

## قصة المسلسل
يحكي الجد لحفيده أمير قصص العظماء والمشاهير وتتكون من خمسة أجزاء كل جزء يتناول من خلاله سيرة حياة إحدى الشخصيات التاريخة التي أثرت بأعمالها وإنجازاتها ومن ضمنها القائد صلاح الدين الايوبي، والملكة نفرتيتي

## بطولة
- عبد الرحمن أبو زهرة:الجد
- د. نبيلة حسن: أمير
- عادل خلف:أبو قردان

### الشخصيات
| الممثل         | الشخصية                   | الحلقة          | ملحوظة |
| -------------- | ------------------------- | --------------- | ------ |
| أحمد السقا     | الناصر صلاح الدين الأيوبي | 2/6             |        |
| أحمد عز        | عمرو بن العاص             | 21/23           |        |
| هاني سلامة     | أحمس                      | 2,3,6/8         |        |
| هاني رمزي      | الفلاح الفصيح             | 11/14           |        |
| إيهاب توفيق    | سيد درويش                 | 24/26           |        |
| دنيا سمير غانم | نفرتيتي                   | 8/11,18,27,30   |        |
| هنا شيحة       | كليوبترا                  | 15/18           |        |
| محمد هنيدي     | رمسيس                     | 18/20           |        |
| خالد حلمي      | إخناتون                   | 3,8/10,18,27,30 |        |
| علاء الحريري   | محمد أنور السادات         | 2,3,18,27/30    |        |

### إداء صوتي
| - ليلى جمال: جدة السادات - رانيا شكري:فريدة عمة أمير - يوسف خالد حلمي:هيثم - جنة خالد حلمي: هاميس أبنة عمة أمير - أحمد بزان: السادات طفل - إيهاب فهمي: صالح | - ميما البحيري - كارم أباظة - خالد عبد السلام - أشرف الشرقاوي - أحمد عطية |

### فريق العمل
- كورال:أميرة الناصر- حبيبة حازم - خلود عمر - عماد أحمد -خلا
- مصممم الشخصيات:خالد عبد العليم - بسمة فهمي
- عرض الشخصيات:أحمد محمد - إلاء فاخر- حسن توفيق- أحمد سالم
- ملابس وإكسسوارات:حسام مصطفى - أحمد حسانين - ضياء حسن - أحمد محمد
- مصممي رسوم متحركة:أحمد إنسي - محمود السيد- رامي طلال - محمد عزت - محمد الألفي - رفعت محمد - أشرف عوض - وليد وحيد - حسام عصام - عمر عبد الحي- محمد عادلف - أحمد عبد الحي- عصام فاروق- أسامة عمارة- عفاف محمد - عامر صلاح -أشرف عبد الرحيم - أحمد بسيوني- أحمد السنباطي- محمد فتحي -سمر سامي- عادل حسين - أحمد الشرقاوي- تامر علي
- عرض أماكن: أحمد السيد -تهامي محمود - أحمد حسين- محمد عفت - محمد تليمة
- مزامنة صوت: شيماء حسين - خلود الناعم - أحمد حسن - أسامة محمد -شيماء فايز
- محاكاة: عمرو عبد المحسن - شريف أيوب - هشام الشاطر- علاء
- أداء: أسامة أديب -محمد عبد الوهاب -هاني ملك - حسين محدي- طارق محرم -مجدي الذوق - محمد أبو بكر -محمود فوزي
- تصميم:ياسر العامودي - محمد صقر- أسامة أديب - محمد عبد اللطيف- بولا

| - مدير مشروع: مبروك تليمة - ياسمين علاء - أداء تمثيلي - عبد المنعم رياض- محمد سرج - دعاء صلاح - إدارة مالية: ياسمين علاء -محمد عبد العليم - IT: أحمد رفعت عمرو حسني - وحدات أنتاجية :هشام أحمد - مصطفى همام - كلمات المقدمة:إيهاب أحمد - توزيع : زووم - غناء:إيهاب توفيق - موسيقى تصويرية:خالد نبيل | - منتج فني:رانيا شكري - مدير عام الإدارية المالية والإنتاج: ماهر حشمت - إخراج: خالد عبد العليم - مدير إنتاج :أحمد حلمي - إدارة إنتاج: مصطفى روضة - مدير مالي: محمد حلمي - مدير الحسابات: محمود عبد الودود - منتج فني:رانية شكري - مدير إدارة الإنتاج:مصطفى الحسيني | - الإشراف العام: ممدوح يوسف - هندسة صوتية ومكساج:هشام بلال - مونتاج:مبروك تليمة - تنفيذ:شركة الخلود للإنتاج الإعلامي - كلمات تتر النهاية:أحمد مجدي - أشرف عام:هالة فاروق - الإدارة المالية:هاني حمدي- هاني عبد المنعم هيبة - رئيسة قسم العقود:هيثم السايس | - تسجيل الصوت: بأستديوهات راديو وان - التوزيع لجميع أنحاء العالم : راديو وان - مدينة الإنتاج الإعلامي - ألحان :أيهاب أحمد - إنتاج:خالد حلمي - سيناريو وحوار: فتحي الجندي - رسم خلفيات: بسمة فهمي - لوجو: أشرف رجب - أدوات: رحاب شلبي |

### كلمات المقدمة والنهاية
كلمات المقدمة
كلمات النهاية